# Thomas Ouwejan
Thomas Ouwejan (Alkmaar, 30 september 1996) is een Nederlands voetballer die doorgaans als linksback speelt. Hij verruilde FC Schalke 04 in de zomer van 2024 transfervrij voor N.E.C.

## Clubcarrière

### AZ
Ouwejan verruilde in 2007 amateurclub De Foresters voor de jeugdopleiding van AZ. Tijdens het seizoen 2015/16 speelde hij meestal voor Jong AZ. Op 10 december 2015 maakte hij zijn debuut in het eerste elftal in de met 2−2 gelijk gespeelde Europa League-wedstrijd tegen Athletic Bilbao. Hij begon in de basis en werd na 75 minuten gewisseld voor de andere debutant Pantelis Hatzidiakos. Drie dagen later volgde zijn debuut in de Eredivisie tegen PEC Zwolle. In seizoen 2016/17 speelde Ouwejan deels voor Jong AZ, en deels in de Eredivisie. Dat seizoen werd hij met Jong AZ kampioen in de Tweede divisie.
In de seizoenen 2017/18 en 2018/19 speelde Ouwejan vrijwel alle wedstrijden als linksback voor de hoofdmacht in de eredivisie. Aan het begin van seizoen 2019/20 koos trainer Arne Slot voor Owen Wijndal als linksback, waardoor Ouwejan als middenvelder ging spelen, en niet altijd meer werd opgesteld.

### Udinese
In het seizoen 2020/21 werd Ouwejan voor een seizoen verhuurd aan Udinese, waar hij landgenoten Bram Nuytinck, William Troost-Ekong, Marvin Zeegelaar, Hidde ter Avest en Jayden Braaf tegenkwam. Hij maakte op 27 september tegen Hellas Verona zijn debuut voor Udinese. Hij was vaker niet dan wel basisspeler en kwam dat seizoen tot 15 wedstrijden in de Serie A.

### Schalke 04
Op 1 juni 2021 werd hij door AZ nogmaals uitgeleend, ditmaal aan Schalke 04, dat na degradatie jaagde op een directe terugkeer naar de Bundesliga. Hij verlengde ook direct zijn contract bij AZ tot medio 2024. Hij maakte op 23 juli tegen Hamburger SV zijn debuut als linkermiddenvelder in een vijfmansverdediging. Een week later was hij tegen Holstein Kiel goed voor twee assists. Op 23 oktober scoorde hij tegen Dynamo Dresden zijn eerste doelpunt voor Schalke, terwijl hij die wedstrijd opnieuw twee assists afleverde. Met drie goals en acht assists in 28 wedstrijden was Ouwejan erg belangrijk in het kampioenschap. Hierop besloot Schalke om Ouwejan permanent over te nemen van AZ.
Op 7 augustus 2022 maakte hij daarom tegen 1. FC Köln zijn debuut in de Bundesliga. Hij leverde een assist op de enige treffer van Schalke in een 1-3 nederlaag. Ouwejan miste door blessures tussen november en maart een groot deel van de wedstrijden. Schalke eindigde dat seizoen zeventiende en degradeerde daarom direct weer naar de 2. Bundesliga. In die competitie kwam hij nog tot 28 wedstrijden en scoorde hij twee keer. Ouwejan wist niet opnieuw te promoveren met Schalke en zag daarna zijn contract aflopen. In totaal speelde Ouwejan 77 wedstrijden voor Schalke, waarin hij goed was voor vijf goals en zestien assists. 

### N.E.C.
Op 14 augustus 2024 maakte N.E.C. bekend dat het Ouwejan voor drie seizoenen had vastgelegd. Hij ging in Nijmegen strijden met Calvin Verdonk om de positie van linksback. Drie dagen later maakte hij tegen zijn oude club AZ als invaller zijn debuut voor de club. Op 3 november scoorde hij uit een penalty zijn eerste doelpunt voor N.E.C., in een 6-0 overwinning op FC Groningen.   

## Clubstatistieken
| Seizoen        | Club           | Competitie     | Competitie | Competitie | Beker | Beker | Overig | Overig | Totaal | Totaal |
| Seizoen        | Club           | Competitie     | Wed.       | Dlp.       | Wed.  | Dlp.  | Wed.   | Dlp.   | Wed.   | Dlp.   |
| -------------- | -------------- | -------------- | ---------- | ---------- | ----- | ----- | ------ | ------ | ------ | ------ |
| 2015/16        | AZ             | Eredivisie     | 3          | 0          | 1     | 0     | 1      | 0      | 5      | 0      |
| 2016/17        | AZ             | Eredivisie     | 6          | 0          | 3     | 0     | 3      | 0      | 12     | 0      |
| 2017/18        | AZ             | Eredivisie     | 31         | 0          | 6     | 0     | –      | –      | 37     | 0      |
| 2018/19        | AZ             | Eredivisie     | 31         | 2          | 4     | 0     | 2      | 0      | 37     | 2      |
| 2019/20        | AZ             | Eredivisie     | 10         | 0          | 3     | 0     | 6      | 1      | 19     | 1      |
| 2020/21        | → Udinese      | Serie A        | 15         | 0          | 0     | 0     | –      | –      | 15     | 0      |
| 2021/22        | → Schalke 04   | 2. Bundesliga  | 28         | 3          | 2     | 0     | –      | –      | 30     | 3      |
| 2022/23        | Schalke 04     | Bundesliga     | 17         | 0          | 2     | 0     | –      | –      | 19     | 0      |
| 2023/24        | Schalke 04     | 2. Bundesliga  | 28         | 2          | 0     | 0     | –      | –      | 28     | 2      |
| 2024/25        | N.E.C.         | Eredivisie     | 29         | 2          | 1     | 0     | 1      | 0      | 31     | 2      |
| 2025/26        | N.E.C.         | Eredivisie     | 0          | 0          | 0     | 0     | 0      | 0      | 0      | 0      |
| Carrièretotaal | Carrièretotaal | Carrièretotaal | 198        | 9          | 22    | 0     | 13     | 0      | 233    | 9      |

## Interlandcarrière
Thomas Ouwejan maakte in 2015 deel uit van de selectie van Nederland O-19 voor het EK Onder 19. Hij speelde alle drie de groepswedstrijden en kwam daarin niet tot scoren. In 2016 debuteerde hij in Jong Oranje.

## Erelijst
- 2. Bundesliga: 2021/22
- Tweede divisie: 2016/17
- Finalist KNVB Beker: 2016/17, 2017/18

1 Crettaz ·
2 Pereira ·
3 Sandler ·
5 Ouwejan ·
7 Misidjan ·
8 Darelas ·
9 Chery  ·
10 Hansen ·
11 Önal ·
14 Olden Larsen ·
15 Willems ·
17 Nuytinck ·
18 Koki ·
19 Shiogai ·
21 González ·
22 Cillessen ·
23 Sano ·
24 Verdonk ·
25 Ouaissa ·
26 Nieuwenhuijs ·
30 Linssen ·
32 Van Crooij ·
33 Sbai ·
34 El Kachati ·
35 De Laat ·
36 Entius ·
71 Proper ·
Coach: Schreuder
· Assistent-coach: Abdulla
· Assistent-coach: Međunjanin
· Assistent-coach: Van der Velden
· Keeperstrainer: Scheutjens